# Ewangelia Bartłomieja
Ewangelia Bartłomieja – jeden z apokryfów Nowego Testamentu, zachowany jedynie we fragmentach.
Badania nad tym apokryfem prowadził m.in. Jean-Daniel Kaestli.